# Ancien cimetière du Raincy
L'ancien cimetière du Raincy, est un des deux cimetières gérés de la commune du Raincy. Il est situé 85 boulevard de la République à Livry-Gargan.

## Description
Il accueille des tombes militaires de victimes de la Première et Seconde Guerre mondiale, ainsi que des monuments commémoratifs.
Notamment, a été édifié un monument à la mémoire de six enfants qui, le 16 février 1887, patinant sur un étang de la commune, se noyèrent par suite de la rupture de la glace.

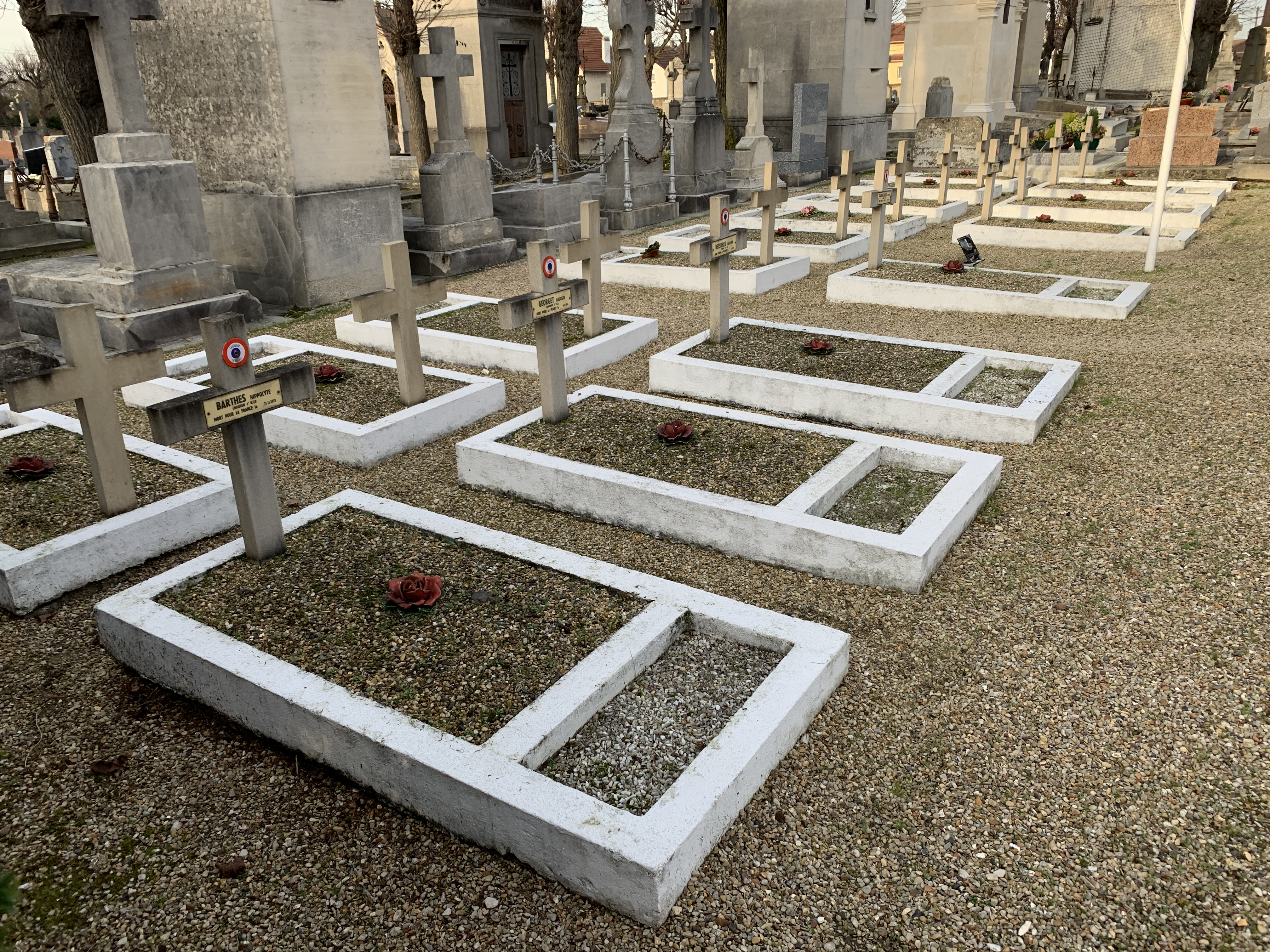
Carré militaire de la Première Guerre mondiale.
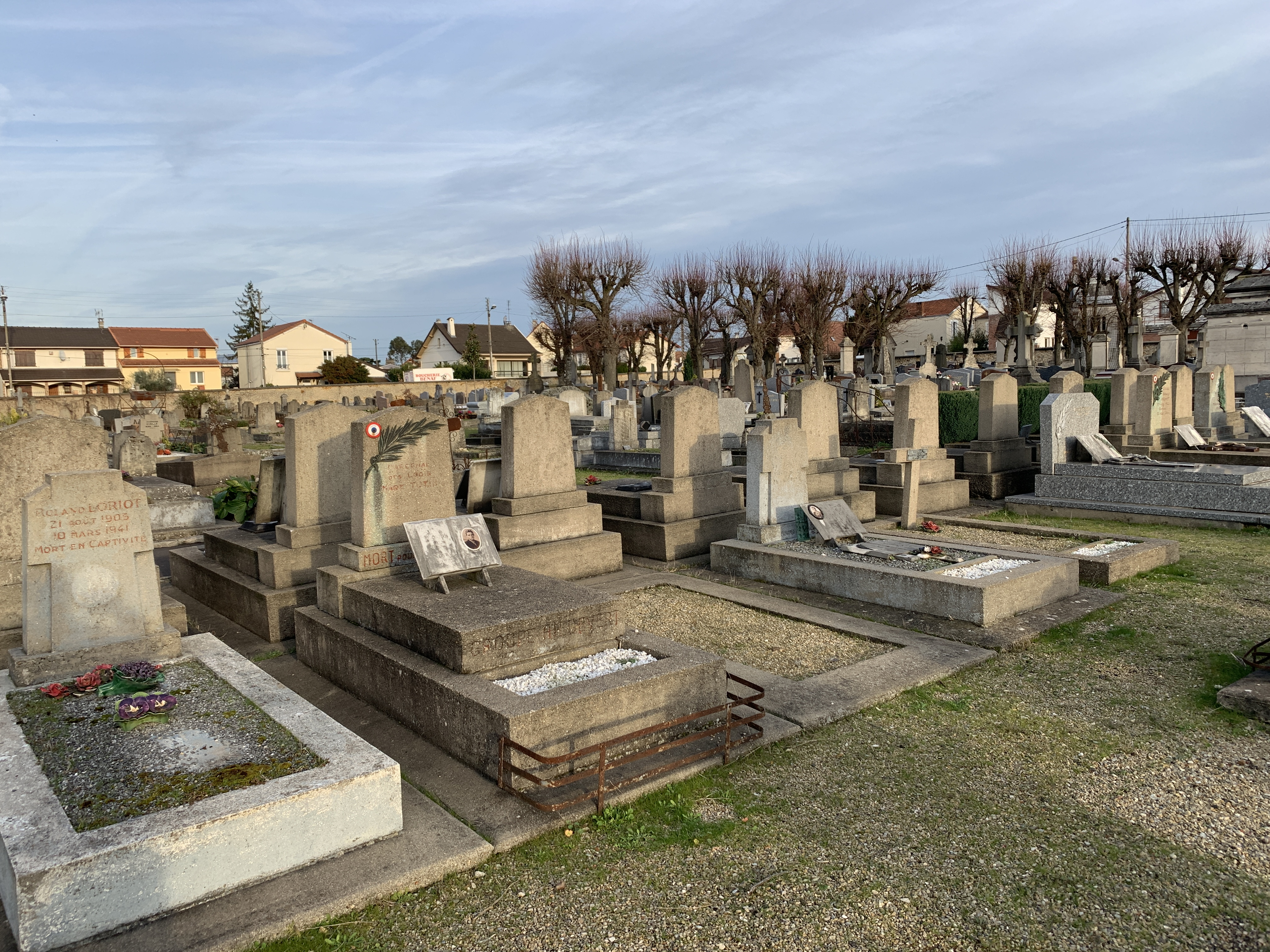
Carré militaire de la Seconde Guerre mondiale.
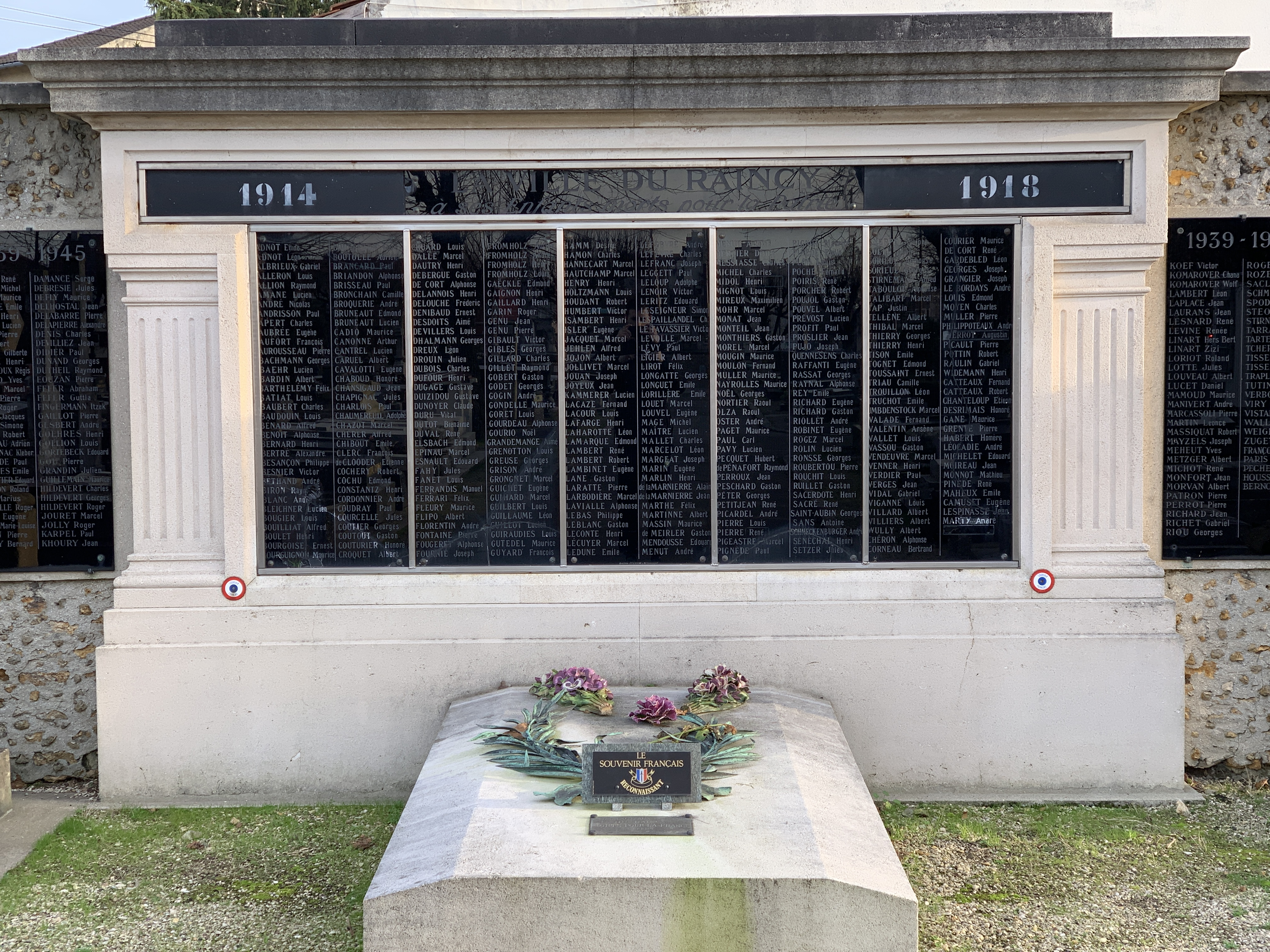
Monument aux morts.
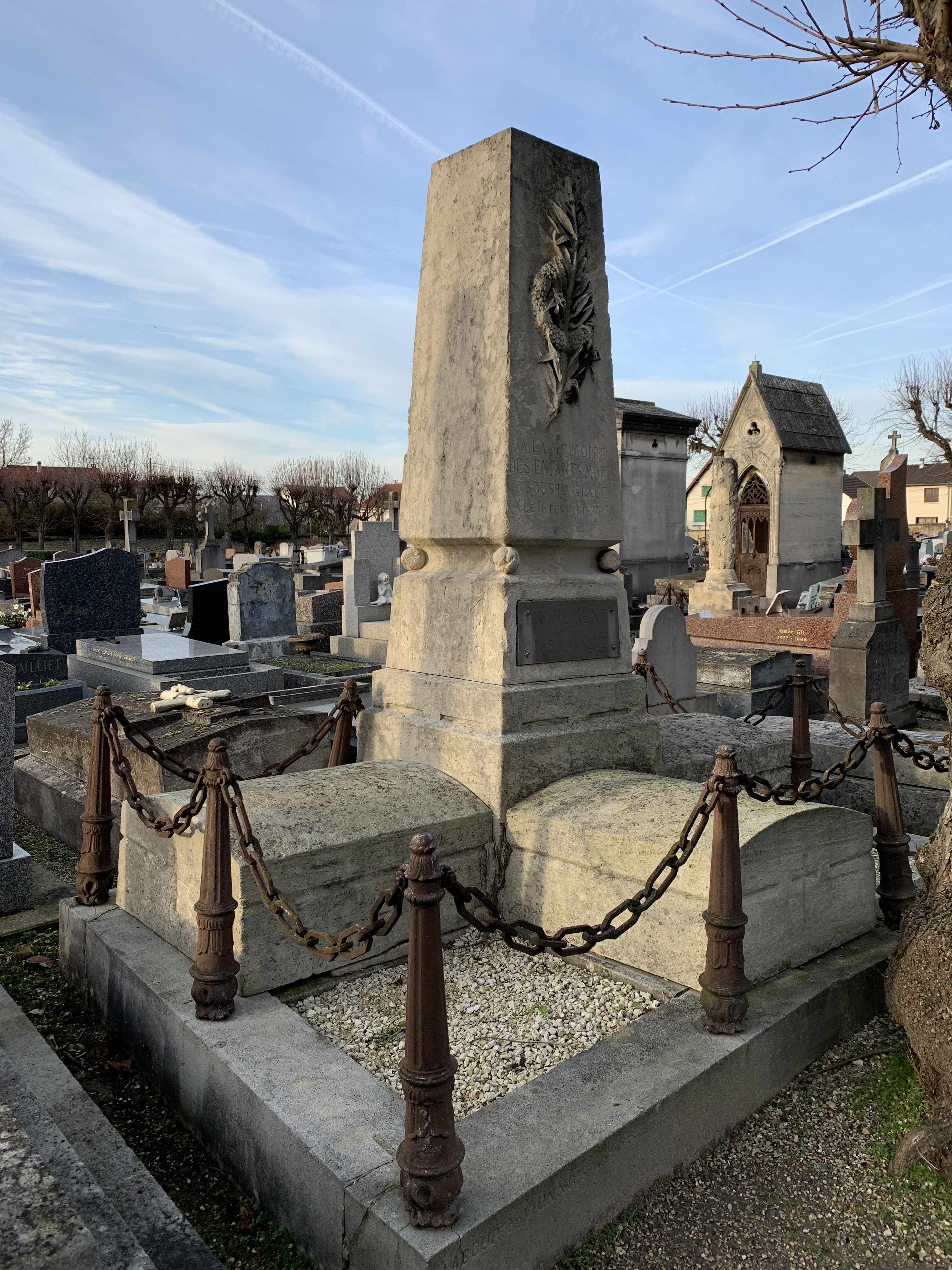
Monument aux enfants morts sous la glace le 16 février 1887.

## Personnalités
- La chanteuse Amiati (1851-1889)[4] ;
- L'entomologiste Victor Auzat (1865-1939)[5] ;
- L'aviateur et ingénieur aéronautique Raymond Marchal (1910-1992)[6] ;
- L'actrice Janie Marèse (1908-1931) ;
- Le coureur automobile Marius Mestivier (1895-1925)[7], première victime des 24 Heures du Mans.